# هوراس كوبلاند
هوراس كوبلاند (بالإنجليزية: Horace Copeland)‏ هو لاعب كرة قدم أمريكية أمريكي، ولد في 2 يناير 1971 في أورلاندو في الولايات المتحدة.

## وصلات خارجية
- هوراس كوبلاند على موقع مرجع كرة القدم المحترفة.كوم (الإنجليزية)